# Kanton Villiers-sur-Marne
Kanton Villiers-sur-Marne (fr. Canton de Villiers-sur-Marne) je francouzský kanton v departementu Val-de-Marne v regionu Île-de-France. Tvoří ho dvě obce.

## Obce kantonu
- Le Plessis-Trévise
- Villiers-sur-Marne